# Muntele Pico
Muntele Pico (în portugheză Montanha do Pico) este un stratovulcan aflat pe insula Pico, în arhipelagul Azore din mijlocul Oceanului Atlantic. Este cel mai înalt munte din Portugalia, vârful său, denumit Piquinho sau Pico Pequeno (2.351 m), reprezentând punctul de altitudine maximă din Portugalia. Pico este unul dintre cei mai înalți munți din Oceanul Atlantic, fiind de peste două ori mai înalt decât orice alt munte din Azore. În 1972, muntele Pico a fost declarat rezervație naturală.

## Istoric
De-a lungul istoriei, erupțiile vulcanului Pico au avut loc prin fisurile de pe flancurile sale, mai degrabă decât prin craterul din vârf. În 1562–1564, o erupție pe versantul sud-estic a generat fluxuri de lavă care au ajuns pe coastă. Situația s-a repetat un secol și jumătate mai târziu, în 1718, când o altă erupție de flanc a expulzat lavă care a ajuns până în ocean. Cea mai recentă erupție a avut loc în decembrie 1720.
În 29 septembrie 2009, mass-media locale au relatat despre apariția unor emisii de gaze în zona vârfului muntelui Pico. Centrul de monitorizare seismică și vulcanologică din regiune (Centro de Informação e Vigilância Sismovulcânica dos Açores - CIVISA) a constatat că fenomenul s-a produs dimineața devreme, intensificându-se ulterior și devenind vizibil din diferite puncte de pe insula Pico și chiar de pe cea vecină, Faial. Evenimentul a rezultat din condiții meteorologice excepționale și chiar dacă a fost suficient de intens încât să devină vizibil, eliberarea de gaze vulcanice nu a reprezentat un pericol major, iar ceilalți parametri s-au încadrat în limitele normale

## Geologie
Din punct de vedere morfo-vulcanic, insula Pico cuprinde trei zone distincte: un stratovulcan impunător care domină întreg sectorul vestic al insulei, muntele Pico, un al doilea masiv vulcanic central, de tip scut, vulcanul Topo și un lanț muntos vulcanic extins, de 29 km lungime cu orientare generală vest-nord-vest - est-sud-sud-est, Podișul Achada, care se dezvoltă între zona centrală a insulei și capătul estic al acesteia și care include în jur de 170 de conuri de zgură și fluxuri de lavă asociate.
Muntele Pico face parte din Complexul Vulcanic Madalena, una dintre cele trei unități vulcanologice din insula Pico, asociată cu cele trei erupții istorice din 1562, 1718 și 1720:78. Morfologia actuală sugerează că muntele s-a format în holocen, vârstă confirmată prin datarea cu radiocarbon ca fiind mai mică de 6.000 de ani. Din punct de vedere structural, Complexul Vulcanic Madalena poate fi subdivizat în alte două secțiuni: Vulcanul Pico și Zona Fisurală de Est.
Pico este un stratovulcan (vulcan stratificat), cu un crater adânc pe vârf, de aproximativ 500 de metri în diametru și 30 de metri adâncime, denumit Pico Alto. În interiorul craterului s-a format un mic con vulcanic, care se ridică la 70 de metri peste baza craterului rotund, denumit Piquinho sau Pico Pequeno (ambele nume înseamnă „mic vârf” în portugheză) și care reprezintă adevăratul vârf al muntelui Pico.
Structura tectonică este caracterizată de două sisteme de falii. Principalele structuri pe direcția vest-nord-vest - est-sud-est sunt faliile Lagoa do Capitão și Topo, care se îmbină spre est, formând un graben îngust și puțin adânc. La vest, grabenul a fost complet acoperit de stratovulcanul Pico cu mai puțin de 10.000 de ni în urmă și a fost umplut de fluxuri de lavă și conuri ale Zonei Fisurale de Est. A doua zonă de falii, pe direcția nord-nord-vest - sud-sud-est, este semnificativ mai mică numeric și include falii de alunecare oblică, responsabile de principalele erupții vulcanice: Lomba de Fogo-São João (sursa erupției din 1718) și Santo António.
Pe vârful muntelui Pico se găsește o fumarolă permanentă, caracterizată prin emisia de vapori de apă la o temperatură cuprinsă între 50 și 75°C. Totodată, conul vulcanului prezintă și fisuri laterale, la înălțimi între 1.500 m și 2.000 m deasupra nivelului mării, apărând și erupții difuze de gaze de-a lungul grabenului dintre faliile Lagoa do Capitão și Topo. În localitatea Silveira (de-a lungul coastei de sud a orașului Lajes do Pico) există, de asemenea, un izvor bogat în dioxid de carbon, format la baza vulcanului Pico.

## Stația de monitorizare a atmosferei

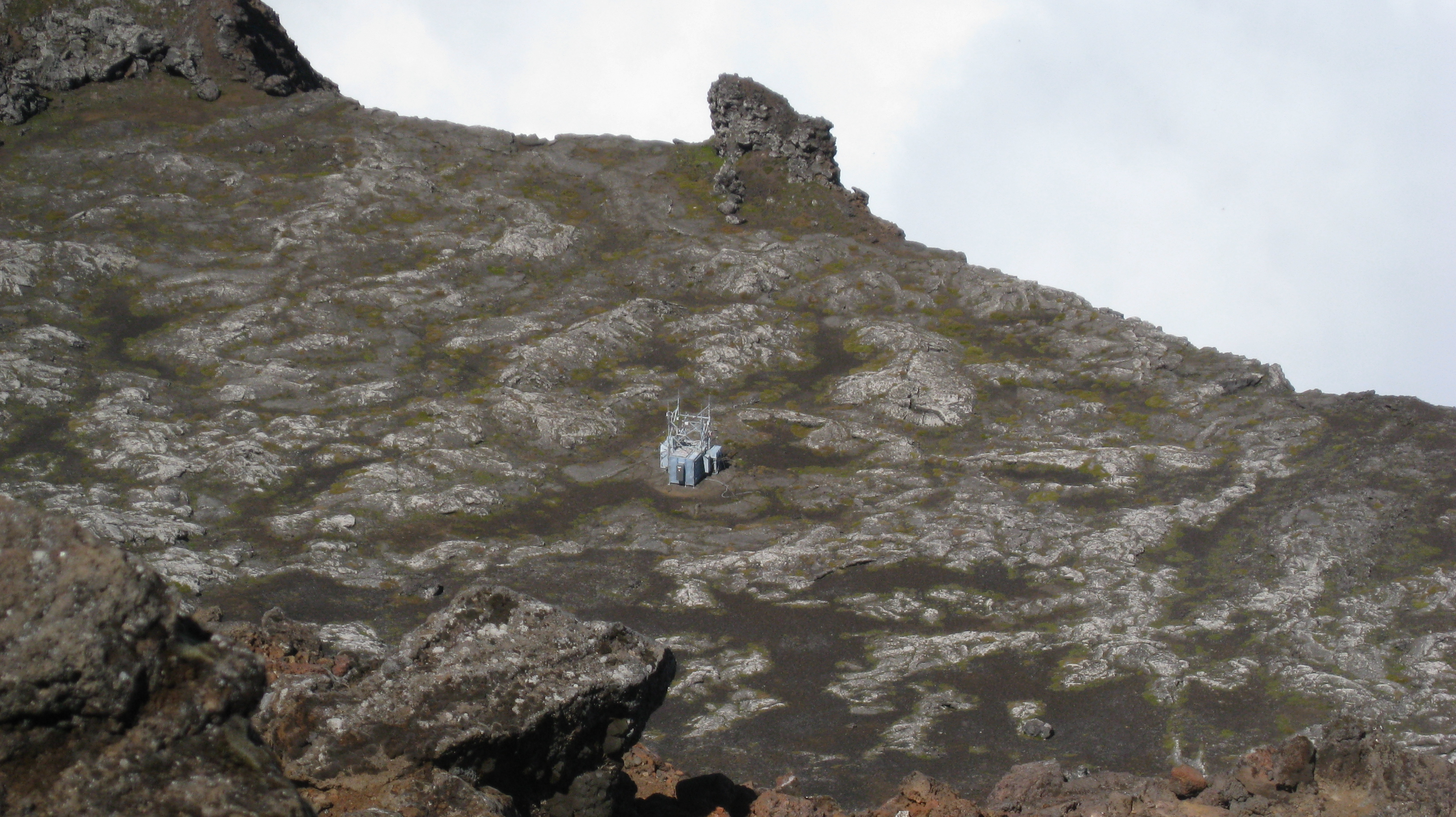
Stația de monitorizare în 2007

Izolarea topografică mare și înălțimea muntelui Pico îl fac un loc ideal pentru studiul particulelor de aerosol. În 1998, o stație de monitorizare a atmosferei („PICO-NARE”) a fost amplasată pe caldeira vârfului, la 2.225 m altitudine. Stația de monitorizare a fost instalată și este operată de Universitatea din Azore (Universidade dos Açores), cu cooperarea Universității Tehnologice din Michigan (Michigan Technological University), Institutului de Cercetări Arctice și Alpine (Institute of Arctic and Alpine Research) și a Universității din Boulder, Colorado (University of Colorado Boulder), împreună cu alți oameni de știință internaționali, și este conceput pentru a studia impactul pe care poluanții atmosferici emiși în America de Nord și Europa îl au asupra atmosferei din Oceanul Atlantic de Nord.

## Turism montan
Având o înălțime 2.351 de metri, Montanha do Pico este cel mai înalt munte din Portugalia și al treilea ca înălțime din Oceanul Atlantic. Pentru toți vizitatorii, cu sau fără ghid, punctul de plecare al traseului către vârf este Casa da Montanha, unde fiecare dintre aceștia trebuie să se înregistreze și să plătească o taxă (25 de euro în 2021). După înregistrare, fiecare vizitator primește un dispozitiv GPS, locația fiecăruia fiind monitorizată continuu, din motive de siguranță. În orice moment, cel mult 200 de persoane se pot afla pe traseul către vârf.
Întrucât Casa da Montanha se găsește la o altitudine de 1.200 de metri, turiștii mai au de străbătut o distanță care să acopere diferența de nivel ceva mai mare de 1.100 de metri până în vârful muntelui. Traseul este marcat de 47 de stâlpi numerotați, stâlpul #44 fiind pe marginea craterului vulcanului. După acel punct, urmează o coborâre de 30 de metri în caldeiră și de acolo încă 70 de metri, până în vârful unui mini-munte numit Piquinho, care se înalță în craterul muntelui Pico.
Traseul este dificil, continuu ascendent, lipsit de porțiuni orizontale. Chiar dacă taxa de acces este ceva mai mare (30 de euro în 2019), o perioadă foarte populară pentru a urca muntele Pico este în timpul nopții, la lumina stelelor, pentru a fi în vârf la răsăritul soarelui. Fără îndoială, primele raze ale soarelui, orizontul inegalabil de larg, oceanul scăldat în lumina răsăritului spălând țărmul la câteva mii de metri mai jos, totul crează o experiență unică, de neuitat, ceea ce face să merite efortul de a ajunge pe vârf. Într-o zi senină, din vârful Piquinho se deschide o priveliște fascinantă asupra insulelor din apropiere: Sao Jorge, Faial, Graciosa și Terceira. Cea mai bună perioadă pentru a urca pe munte este vara, căci vânturile puternice și vremea schimbătoare surprind adesea excursioniștii, mai ales în lunile de iarnă. Muntele Pico este singurul loc din arhipelagul Azore unde iarna se găsește zăpadă.
Ascensiunea până la craterul din vărful muntelui Pico durează aproximativ 4 ore, și ceva mai mult la coborâre, din cauza terenului alunecos și adesea abrupt. În ceea ce privește gradul de dificultate, escaladarea vârfului de 70 de metri este considerată ca fiind de dificultate „medie către ridicată” (mid-to-high grade I) conform standardelor din Regatul Unit și „clasa YDS 2 superioară” (high end of US scrambling grade YDS Class 2) conform standardelor din Statele Unite, deoarece acest ultim segment al traseului este deosebit de alunecos și expus.

Muntele Pico (Montanha do Pico)
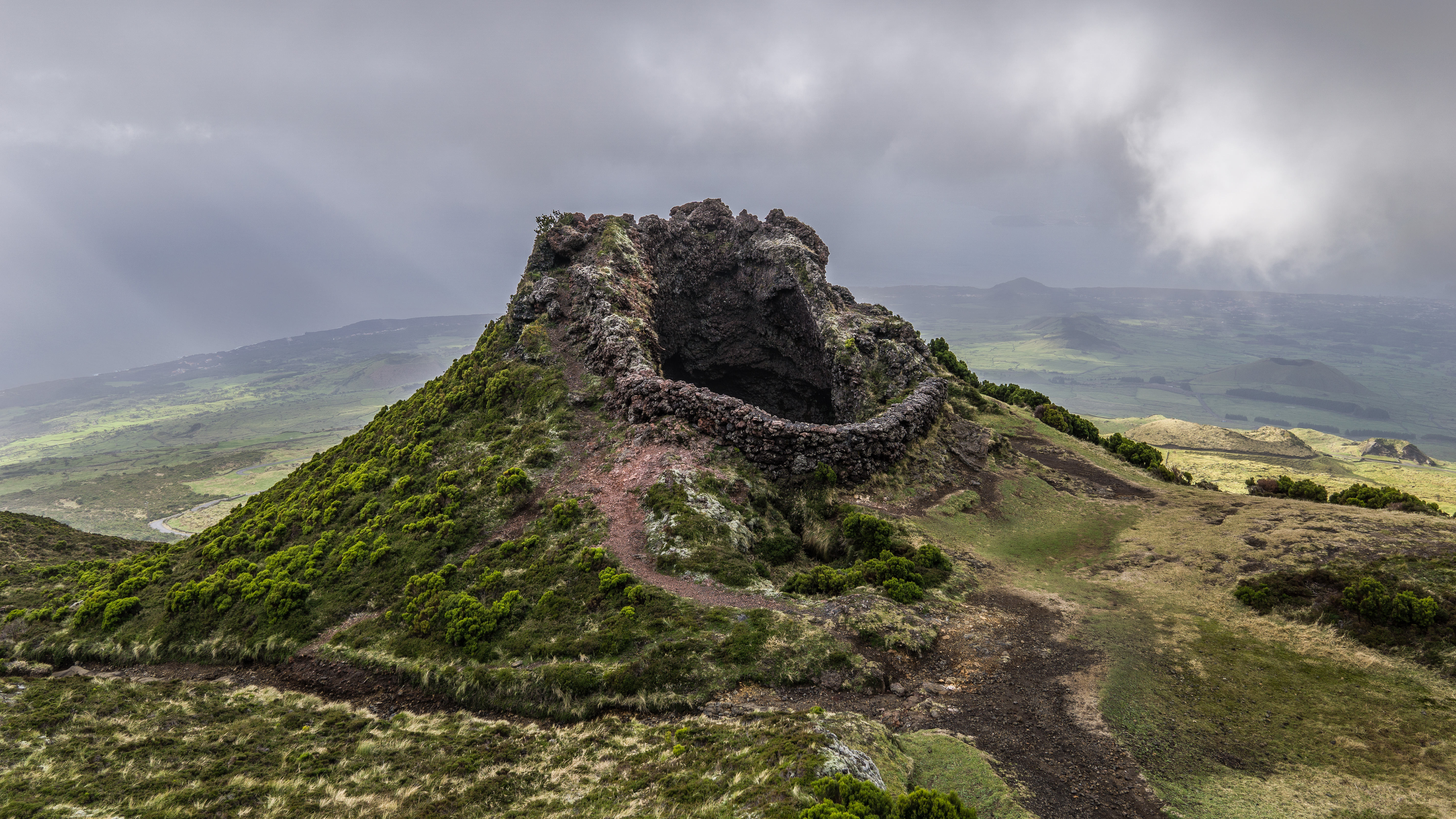
Con vulcanic acoperit cu vegetație pe Muntele Pico
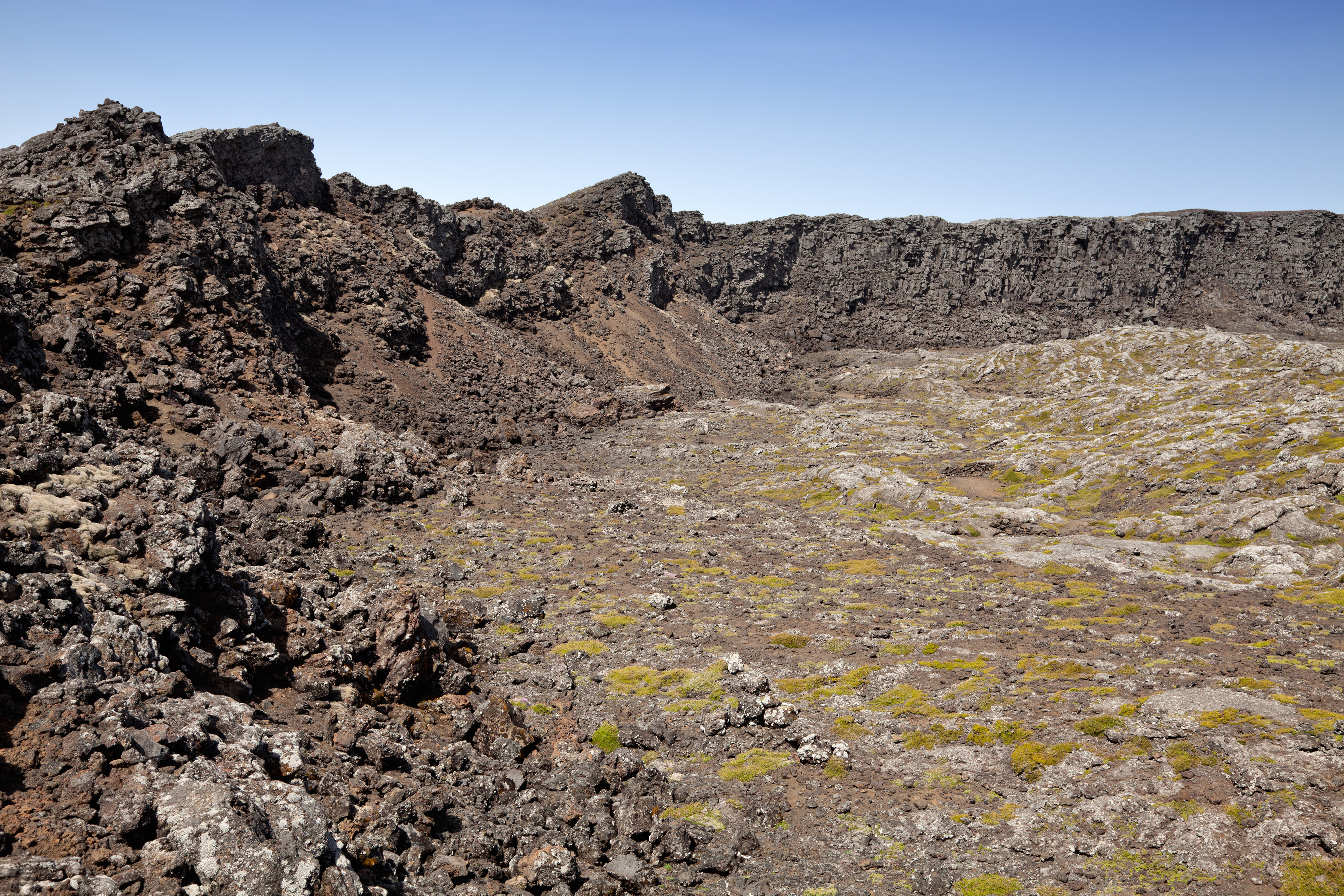
Marginea craterului Pico Alto de pe vârful vulcanului Pico
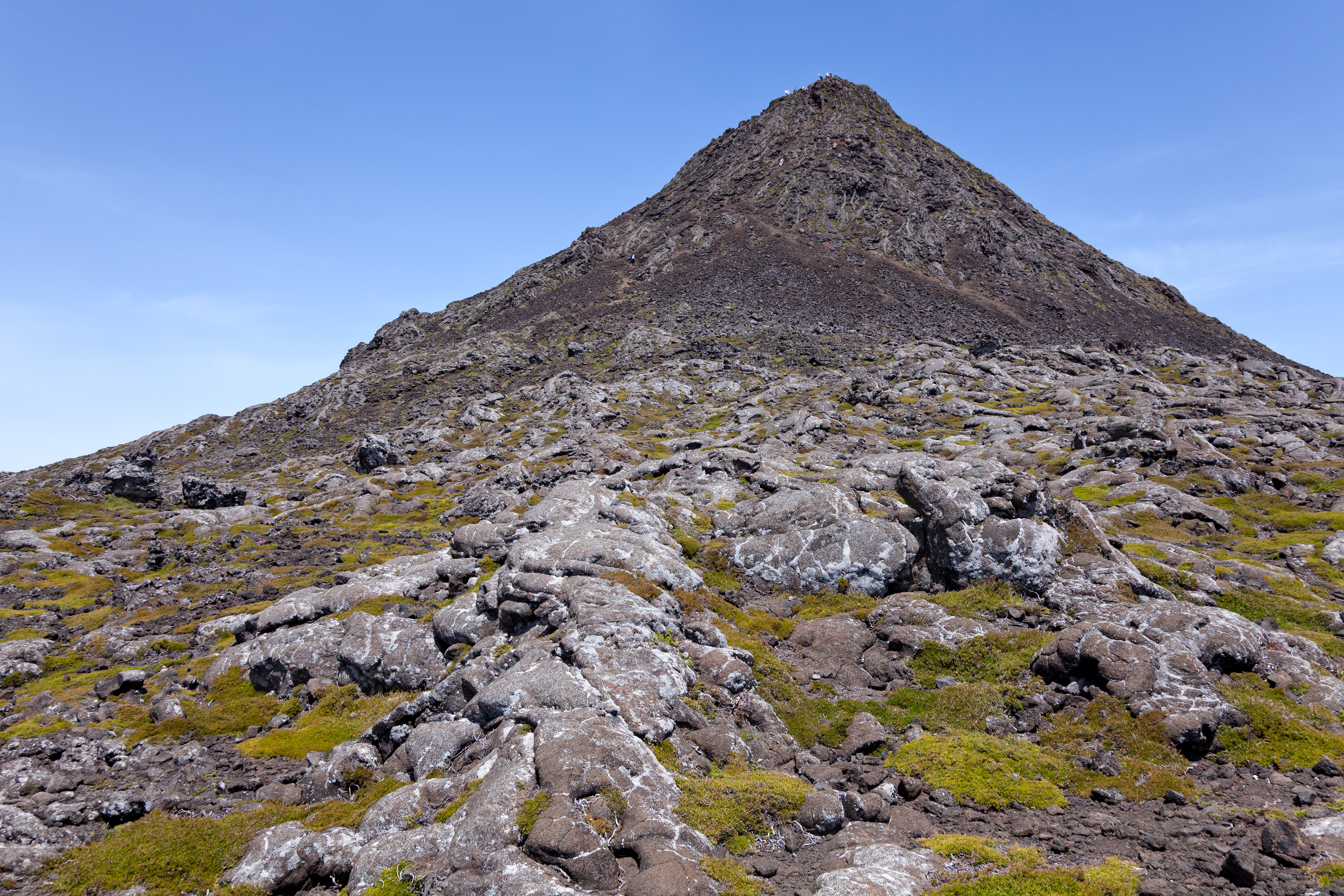
Vârful muntelui Pico, denumit Piquinho sau Pico Pequeno
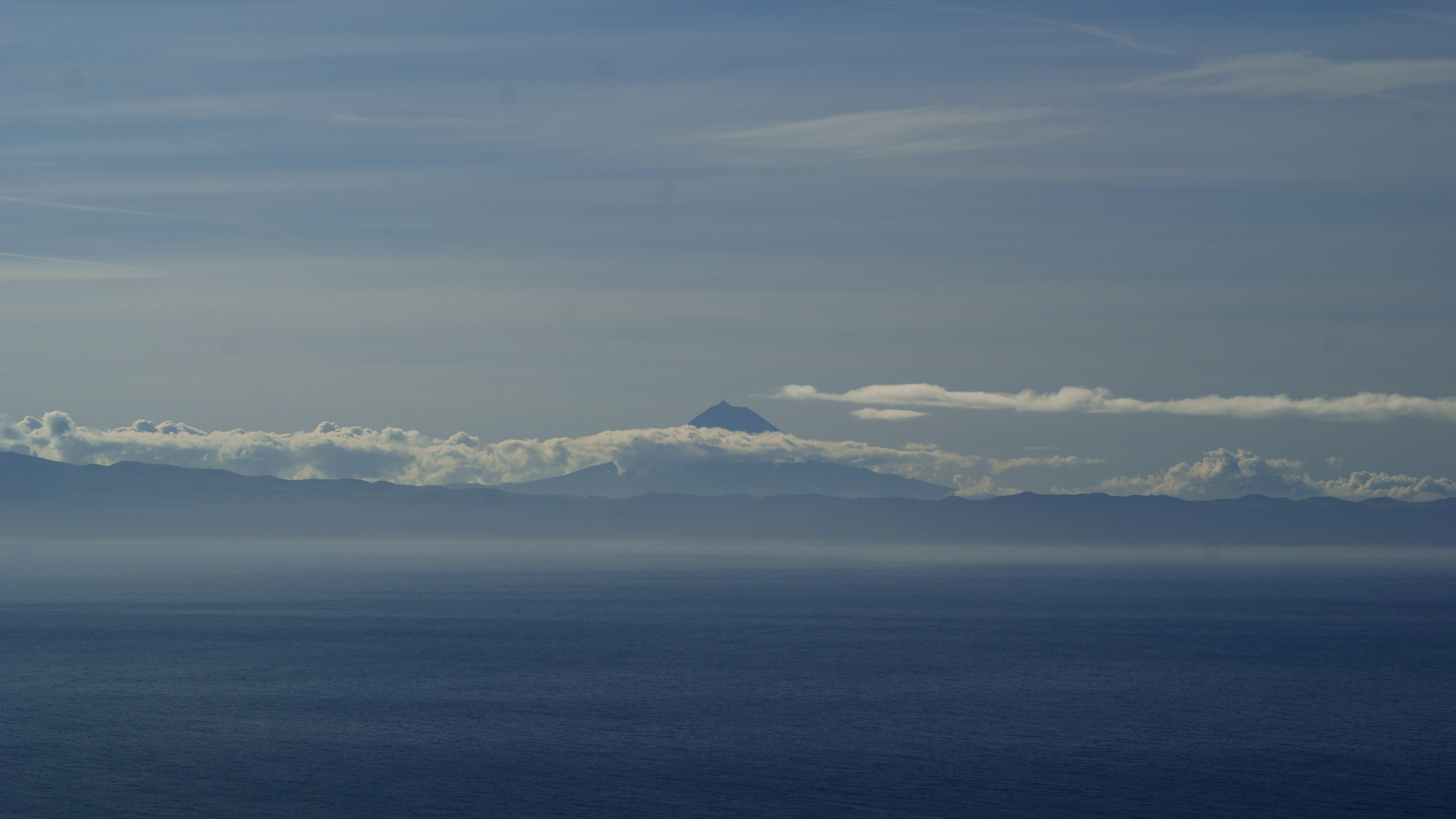
Muntele Pico văzut de pe insula Graciosa (aproximativ 70 km distanță)
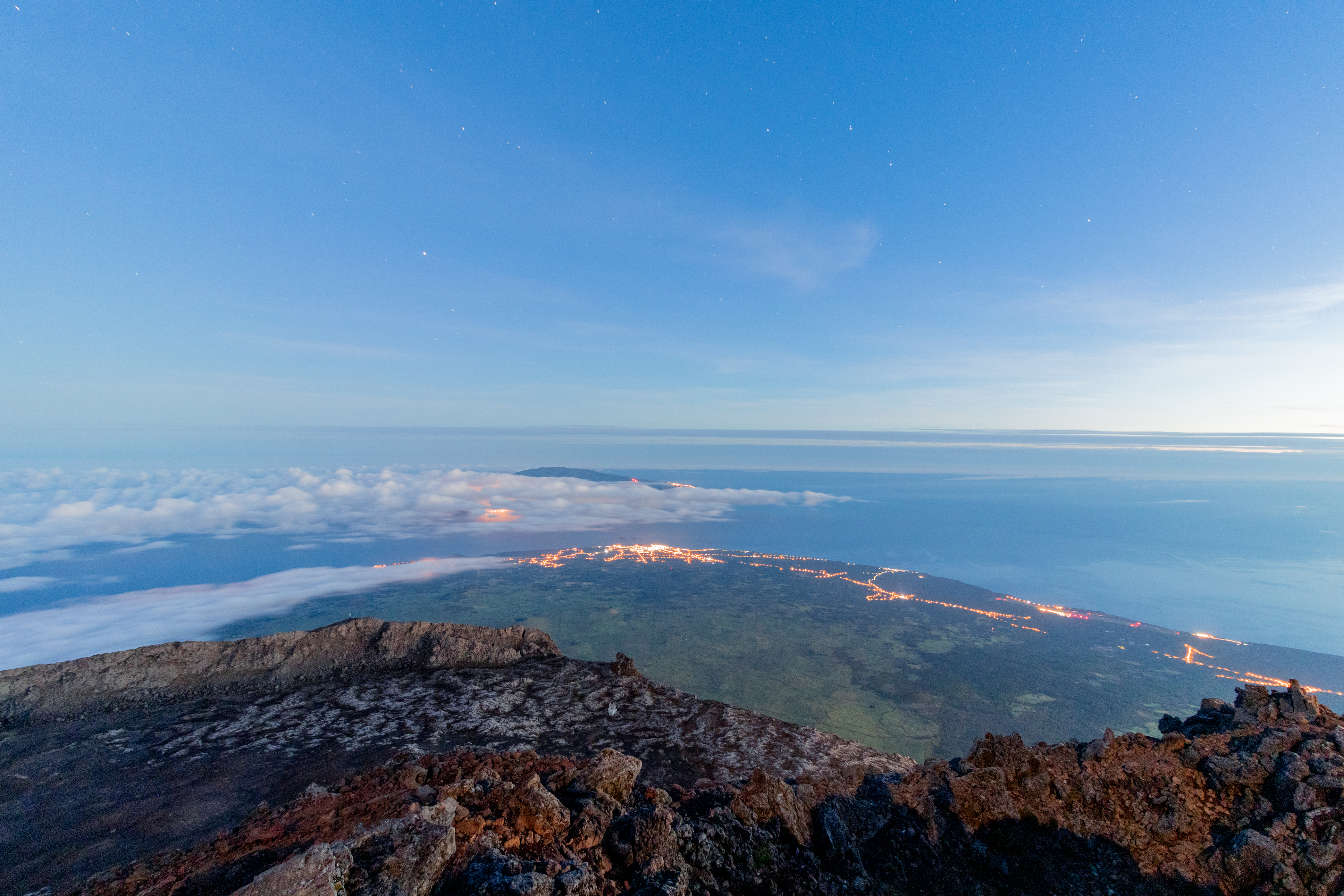
Vedere de pe muntele Pico către orașul Madalena și insula Faial.
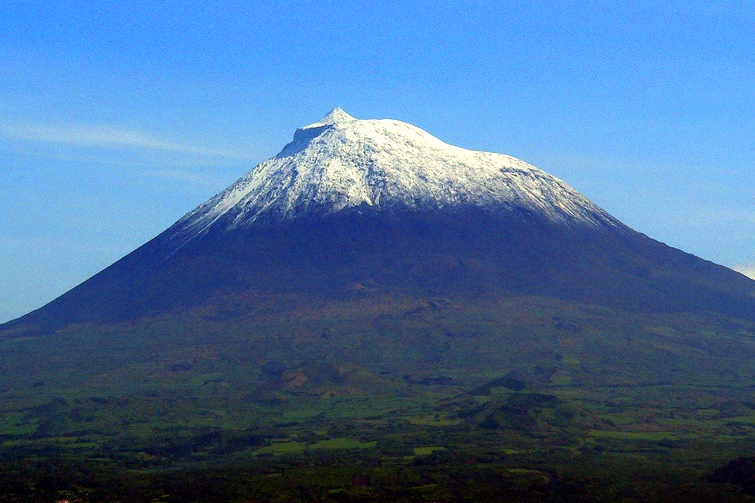
Vârful acoperit de zăpadă în 2006